# Heterarmia costipunctaria
Heterarmia costipunctaria là một loài bướm đêm trong họ Geometridae.